# Журнал российской словесности
«Журнал российской словесности» — литературный журнал начала XIX века.
Журнал издавался Н. П. Брусиловым в Санкт-Петербурге в 1805 году ежемесячно. Один из лучших литературных журналов своего времени, с либеральным направлением. Особую роль в издании журнала сыграл талантливый журналист и поэт И. П. Пнин.
По сравнению с выходившими в те же годы «Периодическим изданием» и «Северным вестником» «Журнал российской словесности» был менее политизирован, печатал меньше статей на социальные, злободневные темы. Однако это компенсировалось отбором художественных произведений: наряду с беллетристикой здесь регулярно помещались сатирические и публицистические произведения, обличавшие цензуру, призывающие защищать свободу личности, свободу народа.
Журнал опирался на традиции русской сатирической журналистики XVIII в.: Сумарокова, Новикова, Фонвизина. В нём публиковались анонимные сатирические произведения в форме писем к издателю («Письмо деревенского жителя о воспитании», № 1; «Письмо к издателю», № 7 и др.), сатирических диалогов (памфлет Пнина «Сочинитель и цензор», № 12), лингвистической работы («Опыт критико-философического словаря», № 10), сатирических газетных объявлений («Сатирические ведомости», № 12) и т. д.